# 女戸主
女戸主（おんなこしゅ、にょこしゅ）は、日本の民法旧規定における用語で、女性の戸主である。

## 概要
戸主は男性であることが原則であるが、女性であっても家督相続ができた。女性の庶子、私生児などが一家を創立することもあり、女戸主もあり得た。

### 隠居と廃家
女戸主が隠居するには、年齢は問わないが、ただ完全な能力を持つ相続人が相続の単純承認をすればそれでよかった。女戸主が婚姻して他家に入るには、隠居するか、でなければ廃家するほかなかった。廃家は一家創立者であれば自由にできた。原則としては許されない場合でも、女戸主が婚姻するためであれば特に裁判所の許可を得て隠居または廃家ができた。

### 入夫婚姻
女戸主が戸主でいるままで婚姻するときは入夫婚姻といって、夫がその家に入った（入婿）。入夫婚姻の場合に女戸主が戸主の地位を留保しなければ入夫は当然に戸主となった。この留保をすれば女戸主は婚姻後も戸主の地位を失わず、夫の財産を使用収益する権利を有したが、婚姻後の共同生活の費用、子女の教育費などは女戸主が負担しなければならなかった。

### 爵位
日本の華族制度では、女の襲爵は認められておらず、当主の没後女戸主となったため爵位を返上した例がある。たとえば1940年に死去した元内大臣で男爵の湯浅倉平の場合、本人没後妻が女戸主となったため爵位を返上している。